# Paronychia paranensis
Paronychia paranensis är en nejlikväxtart som beskrevs av Mohammad Nazeer Chaudhri. Paronychia paranensis ingår i släktet prasselörter, och familjen nejlikväxter. Inga underarter finns listade i Catalogue of Life.